# Ingeborg Lüscher
Ingeborg Lüscher   (Freiberg, 22 de juny de 1936) és una artista alemanya /suïssa que treballa amb pintura, escultura, fotografia, instal·lació i vídeo. La seva obra s'ha exposat en nombrosos espais institucionals d'arreu del món, com ara el Musée d'art moderne de la ville de Paris, el Centre d'Art Contemporain de Ginebra, el Kunstmuseum Luzern i l'Hamburger Bahnhof de Berlín.
El 2011 va ser guardonada amb el Premi Meret Oppenheim.
Des de 1967 Lüscher treballa i viu a Tegna, Ticino, Suïssa.
Primer es va casar amb el psicoterapeuta suís Max Lüscher, després amb el comissari i historiador de l’art suís Harald Szeemann.

## Llibres
- Ingeborg Lüscher: Documentation über Armand Schulthess Der grösste Vogel kann nicht fliegen. Colònia: DuMont Schauberg, 1972. ISBN 3-7701-0651-2[2]
- Ingeborg Lüscher: Erlebtes und Erdäumeltes einander zugeordnet. Oumansky-Preis, Fantonigrafica, Venècia, 1975
- Ingeborg Lüscher: Die Angst des Ikarus oder Hülsenfrüchte sind Schmetterlingsblütler. Aarau; Frankfurt; Salzburg; Sauerländer 1982.ISBN 3-7941-2275-5ISBN 3-7941-2275-5
- Ingeborg Lüscher: AVANT–APRES/Sheer Prophecy–True Dreams, centre d'art contemporain, Ginebra, 1980
- Ingeborg Lüscher: Der unerhörte Tourist–Laurence Pfautz. Aarau; Frankfurt del Main; Salzburg; Sauerländer 1985.ISBN 3-7941-2712-9ISBN 3-7941-2712-9 (nur erhältlich bei Buchhandlung Libri & Arte a Locarno- Muralto)
- Ingeborg Lüscher i Adolf Muschg (Text): Japanische Glückszettel. Suhrkamp Insel Verlag 1996.ISBN 3-458-16814-1ISBN 3-458-16814-1
- Ingeborg Lüscher: Zaubererfotos/Magician Photos, JRP-Ringier, Zuric, 2010,ISBN 9783037641033